# Ozbrojené síly Ruské federace
Ozbrojené síly Ruské federace (rusky Вооружённые си́лы Росси́йской Федера́ции) jsou vojenské jednotky Ruské federace. Se zhruba 1,13 miliony aktivních vojáků patří na 5. místo mezi největšími ozbrojenými sílami, zároveň mají k dispozici zhruba 1,5 milionu rezervistů a největší arzenál jaderných zbraní na světě. Ruské síly zároveň díky dědictví po sovětské armádě disponovaly rozsáhlými zásobami ručních zbraní, munice a až desetitisíci kusy těžké vojenské techniky včetně tanků. Vrchním velitelem ozbrojených sil je prezident Ruské federace. Správním úřadem, který má na starosti Ozbrojené síly Ruské federace, je Ministerstvo obrany Ruské federace.
Většinu příslušníků ozbrojených sil tvoří vojáci a důstojníci z povolání (kontraktniki), problém však pro Rusy představuje dlouhodobě nepříznivý demografický vývoj  populace a nižší počet vojáků základní služby (trvající 12 měsíců), kterých v posledních letech nastupuje okolo 270 tisíc ročně v rámci jarního a podzimního odvodu. Zatímco v roce 2010 mobilizační rezervy činily asi 31 milionu osob, do roku 2050 podle demografů může klesnout až na pouhou čtvrtinu tohoto počtu.
Ruský armádní rozpočet by měl v roce 2024 dosáhnout rekordních zhruba 10,8 bilionů rublů (v přepočtu zhruba 120 miliard USD), dalších zhruba 3,9 bilionu rublů by však dle odhadů ruského webu Važnyje istorii mohlo do armády směřovat z utajených výdajů ostatních ministerstev, což by znamenalo výdaje téměř 40 % federálního rozpočtu na rok 2024 a zhruba 6 % HDP. V roce 2025 by měl rozpočet dále vzrůst na 13,5 bilionů rublů. Celkové výdaje směřující na obranu by však dle Mezinárodního institutu pro strategická studia měly dosáhnout 15,6 bilionů rublů (v přepočtu zhruba 164,6 miliard dolarů), tedy 7,5 % HDP.
Nejvýznamnějšího nasazení se ruské ozbrojené síly dočkaly od února 2022 v rámci invaze na Ukrajinu, ruským vedením označované za "speciální vojenskou operaci". Navzdory výrazné materiální převaze a vyššímu mobilizačnímu potenciálu nedokázaly během dvou let ukrajinské síly porazit, dosáhly pouze dílčích úspěchů na jihu Ukrajiny a Donbasu a naopak utrpěly výraznou porážku v bitvě o Kyjev a během ukrajinské protiofenzívy v Charkovské oblasti.
Navzdory válečné výrobě se ruské ozbrojené síly na počátku roku 2025 potýkaly s vyčerpáním, projevujícím se v rozšířeném využívání zastaralé vojenské techniky, civilních automobilů a motorek bez adekvátní ochrany (včetně tzv. Buchanek) nebo využívání oslů pro logistiku v hůře dostupném terénu. Dle Institutu pro studium války výroba nové vojenské techniky nedokázala pokrývat ztráty na bojišti, kvůli čemuž Rusku hrozilo již na přelomu let 2025/26 vyčerpání zásob uložené techniky.

## Organizační rozdělení
Organizačně jsou Ozbrojené síly Ruské federace rozděleny na:
- Pozemní síly
- Vzdušně-kosmické síly
- Vojenské námořnictvo

V rámci Ozbrojených sil Ruské federace dále existují tři samostatné druhy vojsk, a to:
- Raketová vojska strategického určení
- Vzdušně-výsadková vojska
- Vojenské zálohy

## Historie

### Sovětské dědictví
Po neúspěšném srpnovém puči z roku 1991, do nějž se zapojily nebo s ním sympatizovaly i armádní špičky včetně ministra obrany Dmitrije Jazova, panovala mezi prezidentem Borisem Jelcinem, který se postavil proti pučistům a postupně získával vliv na úkor oslabeného Michaila Gorbačova, a vrchním velitelstvím armády značná nedůvěra. Náhlý rozpad SSSR na konci roku 1991 navíc zastihl rozsáhlé sovětské ozbrojené síly nepřipravené na novou situaci. Kontrolu nad jednotkami umístěnými na území bývalých svazových republik přebíraly nově vzniklé národní státy a společné velení vojska nově vzniklého a nepříliš soudržného Společenství nezávislých států (CIS) se do roku 1993 ukázalo jako neudržitelné.
Ozbrojené síly Ruské federace byly ustaveny Jelcinovým dekretem ze 7. května 1992, který převedl všechny jednotky sovětské armády na základnách na území Ruska pod ruskou kontrolu. V armádě tehdy sloužilo asi 2,88 milionu osob. Novým ministrem obrany byl jmenován důstojník výsadkových vojsk Pavel Gračev, jenž byl sice již během puče loajální prezidentovi, ovšem postrádal autoritu v armádních strukturách.

### Ozbrojené síly v krizi
Rozpad SSSR znamenal pro nástupnickou Ruskou federaci, která procházela hlubokou ekonomickou krizí, problém se značně naddimenzovanou armádou, která se navíc zčásti navracela ze zahraničí. Ozbrojené síly se potýkaly s prodlením s platy, nedostatkem ubytovacích kapacit a špatnou stravou, které vedly k masovému rozkrádání armádní výzbroje a zásob a v případě řady důstojníků k organizovanému zločinu. Ministr obrany Gračev dokonce v roce 1994 prohlásil, že "žádná armáda na světě není v tak zuboženém stavu jako ta ruská". V roce 1996 navíc z celkových zhruba 670 tisíc příslušníků pozemních sil tvořilo 290 tisíc důstojníků, mnoho z 85 divizí tak reálně existovalo pouze na papíře.

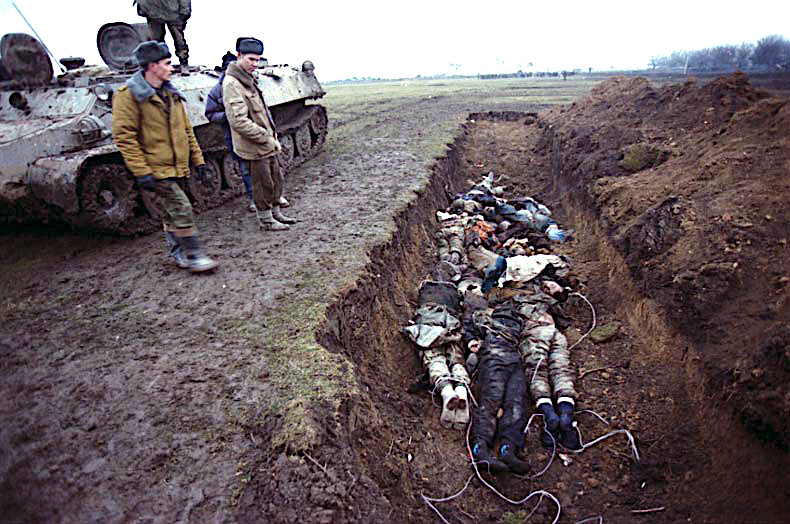
Masový hrob v Čečensku

Nízká bojová efektivita se naplno projevila během ruského zásahu v Čečensku během první čečenské války (1994-96). Dle sebevědomého prohlášení Gračeva přitom měli Rusové obsadit hlavní město Grozný jedním výsadkářským plukem během pár hodin. Ruské jednotky, celkem čítající přes 23 tisíc mužů, sice město po těžkých bojích v lednu 1995 obsadily, ale ani tak nedokázaly zlomit odpor čečenských partyzánů, kteří navíc po překvapivém protiútoku v srpnu 1996 obsadili prakticky celé hlavní město, a donutili tak Rusy k uzavření potupného příměří a fakticky uznání čečenské autonomie.
Nervozitu až paniku západních zemí však vyvolával zejména osud obrovského arzenálu jaderných zbraní, které se za daných okolností mohly dostat do rukou autoritářských režimů či teroristických skupin. Přestože se zprávy o údajných ztrátách jaderných zbraní ukázaly jako falešné, Západ neváhal poskytnou finanční podporu na jejich zabezpečení a podporu jaderným vědcům.

### Modernizační úsilí
Změna v armádní politice přišla na přelomu století s nástupem nového prezidenta Vladimira Putina, který začal armádu modernizovat. V roce 2001 se novým ministrem obrany stal Sergej Ivanov, za jehož vlády i přes odpor vrchního velení došlo ke zkrácení povinné vojenské služby z 18 na 12 měsíců a zvýšení podílu profesionálních vojáků. Skutečně zásadních reforem se ozbrojené síly dočkaly v reakci na válku v Jižní Osetii za ministra Anatolije Serďukova (2007-12) a náčelníka generálního štábu Makarova.
Modernizace ruských ozbrojených sil sledovala dva hlavní cíle: profesionalizaci personálu a modernizaci vojenské techniky. Zároveň došlo k rozsáhlé redukci důstojnických pozic, vyřazení beznadějně zastaralé munice (včetně té pro tanky z druhé světové války T-34) nebo reformě vojenských okruhů. Struktura velení pozemních sil byla zredukována ze čtyřsvazkové (vojenský okruh – armáda – divize – pluk) na třísvazkovou (vojenský okruh – operační velitelství – velitelství brigády), čímž se měla zvýšit flexibilita. Došlo ke zkvalitnění vojenského vzdělávání a výcviku.
Rozsáhlou redukcí kromě pozemní armády prošlo i letectvo, kde se počet leteckých základen snížil z 242 na 52 a ze 340 jednotek zůstalo 180. Nedostatečné výsledky letectva, nezkušenost vojenských pilotů a případy tzv. friendly fire během války v jižní Osetii vedly ke sloučení vojenských vzdušných sil, vojsk protivzdušné a protiraketové obrany (určených na ochranu kritické infrastruktury) a kosmických vojsk pod Vzdušně-kosmické síly Ruské federace, což mělo zjednodušit velící struktury a zlepšit koordinaci. Redukci se nevyhnulo ani námořnictvo, kde z 240 plavidel zůstalo v aktivní službě pouze 123. Naopak na významu postupně začaly získávat elitnější jednotky jako Specnaz nebo vzdušné výsadkové vojsko VDV, nasaditelné jako rychle dostupné expediční síly i v zahraničních konfliktech.
V nastoleném modernizačním trendu pokračoval i následný ministr obrany Sergej Šojgu (2012-2024) s novým náčelníkem generálního štábu Valerijem Gerasimovem. Šojgu se snažil vyřešit přetrvávající problém s nedostatkem profesionálních vojáků zvýšením platů, celkovým zlepšením podmínek nebo náborem bývalých poddůstojníků, jejichž místa byla předtím zrušena v rámci úsporných opatření. Pokračující modernizace ruských ozbrojených sil byla v souladu s důslednější snahou prezidenta Putina o prosazování ruských zájmů v blízkém zahraničí. V roce 2013 nařídil Putin remilitarizaci arktického území, bohatého na surovinové zdroje. Již od roku 2014 zde Rusové navyšovali svou vojenskou přítomnost a modernizovali svou vojenskou infrastrukturu. Zřejmě v důsledku zaměření na Arktidu byla později v roce 2021 původní Severní flotila povýšena na status vojenského okruhu.

#### Koncept hybridní války

##### Hybridní válka v ruském pojetí
Na výrazném úspěchu ruských ozbrojených sil na Ukrajině v roce 2014 měl důležitý podíl propracovaný koncept tzv. hybridní války. Hybridní válka je opakem plnohodnotného válečného konfliktu a dle Andráse Rácze se jí rozumí „kombinovaná válečná operace opírající se o běžné vojenské jednotky, nekonvenční vojenské prostředky, teroristické metody a organizovaný zločin“.
V roce 2013 náčelník generálního štábu Gerasimov představil nový způsob vedení války, stírající rozdíly mezi mírem a válkou, který se na Západě uchytil pod názvem Gerasimova doktrína. Jeho návrhy byly dále rozpracovány v podobnější scénář hybridního působení, které se skládalo ze tří fází: v první jsou vyvolány náboženské nebo teritoriální rozpory v cílové zemi, ve druhé otevřený střet mezi vládou a opozicí a ve třetí fázi rozvinutí občanské války a hrozba napadením, pokud režim stále vzdoruje, k čemuž jsou využívány i nepravidelné vojenské formace a asymetrický boj.

##### Anexe Krymu
Zásadním přelomem ve využití hybridní války bylo popírané nasazení ruských ozbrojených sil, zejména těch speciálních, během anexe Krymu během února až března 2014, kdy byl poloostrov navzdory přítomnosti ukrajinských sil obsazen prakticky bez boje. V přípravné fázi byly Ruskem identifikovány slabé stránky Ukrajiny, vytvořeny operační plány na obsazení Krymu a zahájen informační tlak, který směřoval k oslabení legitimity ukrajinského státu. V útočné fázi v noci z 26. na 27. února započal postup neoznačených ruských vojáků, pro něž se vžil pojem zelení mužíčci, z ruských základen na Krymu do zbytku poloostrova, což prezident Putin potvrdil až zpětně s odstupem roku. Tento postup, v rozporu s Ženevskými konvencemi, byl tzv. maskirovkou, čímž se Rusové pokoušeli vyvolat zmatek, komplikující adekvátní reakci ukrajinské strany i zahraničních vlád.
Ukrajinské vojenské a policejní posádky, kterým chyběly jednoznačné rozkazy a které disponovaly špatnou morálkou, slabým velením a neadekvátní výbavou, byly zablokovány v místech jejich dislokace a nedokázaly zabránit obsazování budovy krymského parlamentu, dalších státních úřadů a objektů civilní infrastruktury ruskými vojáky. Případné razantní vojenské reakci ze strany Ukrajiny mělo zároveň zabránit neohlášené vojenské cvičení ruských vojsk na území Ruské federace poblíž ukrajinských hranic, do něhož bylo zapojeno přes 150 tisíc vojáků. Útočná fáze operace byla doplněna rozsáhlou informační kampaní, lišící se podle publika (pro příjemce z Krymu, ostatních části Ukrajiny, Ruska a Západu), do něhož byly zapojeny na ruské straně mimo jiné tzv. trollí farmy, jejichž zaměstnanci spravovali falešné profily na sociálních sítích a šířili proruské příspěvky. Závěrečná fáze spočívala v normalizaci situace v místě konfliktu a nelegálním referendu o připojení Krymu k Ruské federaci, ke kterému došlo 16. března 2014.

##### Válka na východě Ukrajiny
Hybridní války Rusko využilo i na východní Ukrajině, kde byly aktivovány ruští agenti a proruské skupiny, které měly za cíl vyvolávat masové nepokoje, obsazovat vládní a správní budovy, oblastní velitelství policie a izolovat vedoucí představitele vystupující proti ruskému zásahu. Již v únoru 2014 započalo v Rusku verbování žoldnéřů a dobrovolníků pro boje na Ukrajině, mezi nimiž byli preferováni čerstvě vysloužilí důstojníci a vojáci zejména speciálních jednotek, kteří pod vedením důstojníka FSB Igora Girkina vytvořili jádro ozbrojených skupin, které následně obsadily část Donbasu. Těm zpravodajskou i vojenskou podporu, výcvik i strategii poskytovali přímo příslušníci ruských zpravodajských služeb a ozbrojených sil.
V důsledku nepříznivě vyvíjejících se bojů pak jednotky regulérní ruské armády v létě 2014 zabránily porážce povstalců ze samozvané Doněcké a Luhanské lidové republiky a naopak dodávkami těžké techniky a následně i svou intervencí přispěly k porážce Ukrajiny v bitvě o Debalceve v únoru 2015 a stabilizaci frontové linie. Přímo na Ukrajině se do bojů v srpnu 2014 zapojilo zhruba 3,5-6 tisíc ruských vojáků a na konci roku 2014 až 10 tisíc. Díky dodávkám zbraní a těžké techniky z ruských skladů navíc povstalci disponovali mimo jiné 900 obrněnými vozidly, 450 tanky, téměř 370 dělostřeleckými systémy a 380 raketomety.
Rusko se i díky zkušenostem z Ukrajiny stalo jednou z hlavních mocností v kyberprostoru a ke svým cílům i nadále využívalo rozsáhlých kybernetických útoků.

#### Problémy se zaváděním nových zbraní
Ruský prezident Putin opakovaně hovořil o zavádění nových zbraní, které měly získat Rusku technologický náskok nad Západem. Jejich vývoj však provázely potíže a odčerpávaly značné finanční prostředky. Symbolem se stal zejména tank T-14 Armata, který byl poprvé představen na vojenské přehlídce v Moskvě již v roce 2015, ale po neustálých odkladech v dodávkách byl nakonec projekt na počátku roku 2024 pozastaven kvůli vysoké ceně stroje. Se zpožděním v dodávkách, neschopností sériové výroby a pochybnostmi o účinnosti deklarované technologie stealth se potýkaly i letouny Suchoj Su-57, zcela nerealisticky se jevila prohlášení o stavbě nových letadlových lodí, přestože tehdejší velitel ruského námořnictva Viktor Chirkov již v roce 2015 mluvil o přípravě letadlové lodi s výtlakem 85 tisíc tun.
Putin dále v roce 2018 představil šest typů nově vyvíjených strategických zbraní v ozbrojených silách, ke kterým o rok později přibyla ještě jedna. Mezi ně patřily mezikontinentální balistická střela RS-28 Sarmat, jaderné torpédo 2M39 Poseidon, hypersonická střela Ch-47M2 Kinžal, hypersonický kluzák Avantgard, střela s plochou dráhou letu s jaderným pohonem 9M730 Burevestnik a laserový systém Peresvět, k nimž o rok později byla přiřazena i hypersonická protilodní střela 3M-22 Zirkon.
Ačkoli většina z nich v zemích Severoatlantické aliance vyvolávala obavy, postupně se stále častěji objevovaly názory o přeceňovaných schopnostech těchto zbraní, případně byly zařazovány do výzbroje v minimálním množství. Například střelu s plochou dráhou letu Kinžal, která měla být dle Rusů nesestřelitelná, dokázali Ukrajinci poprvé v květnu 2023 sestřelit protivzdušným systémem MIM-104 Patriot. Střela Burevestik, která měla být schopna zasáhnout jakékoli místo na Zemi a vyhnout se i americké protiraketové obraně, zase dle západních expertů byla kvůli riziku kontaminace radiací ohrožením i pro samotné Rusko, kvůli čemuž ji Thomas Countryman ze Sdružení pro kontrolu zbrojení označil za "létající Černobyl".

#### Obnova politické výchovy
V červenci 2018 ruské ministerstvo obrany zřídilo Hlavní vojenskou politickou správu a to na základě výnosu prezidenta Vladimira Putina. Útvar, který obnovil činnost politických zástupců velitelů, má dbát o zajištění morální a ideologické situace v armádě, dohlížet na dodržování pořádku a vojenské kázně a pečovat o veterány. Navázal tak na praxi fungující v sovětských ozbrojených silách do roku 1992. Prvním velitelem útvaru se stal Andrej Valerijevič Kartapolov.

### Invaze na Ukrajinu (od roku 2022)
Přestože se ruské ozbrojené síly v posledních desítkách let účastnily řady konfliktů a velkých vojenských cvičení, jejich skutečnou bojeschopnost prověřila až invaze na Ukrajinu v únoru 2022. Zatímco západní zpravodajské služby, analytici i sami Rusové zpočátku přecenili sílu útočících vojsk a předpokládali rychlý kolaps Ukrajiny, ruské ozbrojené síly během více než dvou let bojů nedokázaly dosáhnout rozhodujícího vítězství a invaze ukázala dlouhodobě neřešené problémy, jako je nedostatečná logistika nebo rozšířená šikana odvedenců, tzv. dědovščina.
Ruské ozbrojené síly sice v první polovině roku 2022 postupovaly na jihu, kde obsadily Cherson a po dlouhém dobývání Mariupol, ale selhaly v bitvě o Kyjev nebo Charkov. Když Ukrajinci na konci léta zahájili protiofenzívu na jihu Ukrajiny a poté i velmi úspěšnou operaci v Charkovské oblasti, od naprostého kolapsu široké fronty na severovýchodě Ukrajiny původně profesionální vojsko zachraňovala politicky nepopulární mobilizace v Rusku a nasazení mnohdy špatně vycvičených vojáků proti postupujícím ukrajinským jednotkám. Před očekávanou ukrajinskou ofenzívou Rusové do jara 2023 vybudovali rozsáhlá opevnění, což byl jeden z hlavních faktorů, proč následný ukrajinský úder dosáhl jen minimálních úspěchů.
V říjnu 2023 Rusové opět útokem na Avdijivku převzali iniciativu a v opotřebovávací válce dokázali pomalu, ale systematicky na Donbase postupovat. Zatímco Ukrajinci se potýkali s nedostatkem vojáků, zbraní a munice, Rusové dokázali navzdory rostoucím nákladům díky vysoké finanční odměně motivovat desítky tisíc mužů k dobrovolnému podpisu kontraktu s armádou a využít materiální převahy. Na jaře 2024 již bylo na Ukrajině nasazeno přes 500 tisíc ruských vojáků, čehož velení využívalo k tlaku na několika místech fronty, zejména u Charkova a směrem na Pokrovsk. Útočné operace neoslabila ani výměna dlouholetého ministra obrany Sergeje Šojgua, kterého nahradil Andrej Bělousov, a následné čistky na ministerstvu obrany kvůli údajné korupci.
V srpnu 2024 Ukrajinci zaskočili ruské obránce překvapivým tažením do ruské Kurské oblasti, kde dokázali obsadit stovky km2 území, ale ruský prezident Putin před osvobozením vlastního území upřednostnil pokračování ofenzívy na pokrovském směru.

#### Mobilizace
Kvůli nedostatku vojáků již v průběhu roku 2022 v Rusku probíhala tzv. skrytá mobilizace, která měla za cíl doplňovat počty, aniž by bylo třeba vyhlašovat nepopulární mobilizaci. Rychlý ukrajinský postup na přelomu léta a podzimu 2022 však donutil Putina k vyhlášení částečné mobilizace, která měla za cíl zmobilizovat zhruba 300 tisíc vojáků, ale jejíž průběh byl značně chaotický a docházelo k odvodu i nezpůsobilých jedinců. Vyhlášení mobilizace zároveň vedlo k emigraci stovek tisíc ruských občanů do zahraničí a žhářským útokům na náborová střediska.
Rozsáhlejší mobilizace by však vyžadovala vyhlášení válečného stavu, což se pro Putina jevilo jako rizikové; zároveň k masové mobilizaci v Rusku / Sovětském svazu došlo pouze v letech 1914 a 1941 v reakci na první a druhou světovou válku. Provedena byla zejména ekonomická mobilizace průmyslu.

#### Ztráty
Během invaze ruské ozbrojené síly utrpěly katastrofální ztráty. Již v prosinci 2023 odtajněná zpráva americké rozvědky zmiňovala, že Rusko přišlo o 87 % vojáků a dvě třetiny vojáků, které mělo v aktivní službě před zahájením útoku na Ukrajinu.
Dle projektu Oryx k 15. červnu 2025 dosáhly ztráty včetně poškození minimálně 22 116 kusů těžké techniky, z toho 4 051 tanků, 6 022 bojových vozidel pěchoty, 668 obrněných transportérů a 2 169 dalších obrněných vozidel, 472 tažených děl, 949 samohybných děl, 499 salvových raketometů, 158 letadel, 156 vrtulníků a 28 válečných lodí a ponorek. Oproti Ukrajině tak byly zdokumentované ztráty techniky zhruba 2,5x vyšší.
Dle francouzských odhadů z počátku května 2024, zveřejněných francouzským ministrem obrany Stéphanem Séjourném, dále dosáhly ztráty na ruské straně zhruba 500 tisíc vojáků (z toho 150 tisíc bylo zabito a dalších 350 tisíc zraněno), britské odhady hovořily o celkem zhruba 450 tisíc zabitých a zraněných ruských vojácích od začátku konfliktu. V září 2024 již Ministerstvo obrany Spojeného království ruské ztráty odhadovalo na 610 tisíc zabitých a zraněných, přičemž během srpna 2024 dosahovaly denní ztráty v průměru téměř 1 200 mužů. Ke konci října dle západních odhadů ruské ztráty zahrnovaly 115 tisíc zabitých a 500 tisíc zraněných. Novináři z ruského nezávislého projektu Mediazona do konce října 2024 dokázali identifikovat 75 382 zabitých ruských vojáků, k 28. únoru 2025 již 95 994 a do 6. června 2025 prokázali 111 387 padlých. Dle odhadů (z prosince 2024) tak mohlo být zabito zhruba 165 tisíc vojáků. Mezinárodní institut pro strategická studia (IISS) v únoru 2025 uváděl ztráty ve výši minimálně 172 tisíc mrtvých a 611 tisíc zraněných (z toho 376 tisíc vážně) ruských vojáků. Dle údajů ukrajinského generálního štábu Rusové za rok 2024 ztratili v průměru (včetně zraněných) 104 vojáků na km2 dobytého území. Dle tvrzení ukrajinských ozbrojených sil dne 12. června 2025 dosáhly ruské ztráty významného milníku - 1 milionu ztracených vojáků.

#### Nahrazování ztrát
Výroba nových kusů obrněné techniky, produkované ruským vojenským průmyslem, která byla v roce 2023 odhadnuta na 50-200 tanků a 400-700 bojových vozidel pěchoty, zdaleka nedokázala pokrývat značné ztráty na frontě. Ty se tak projevily i v dramatickém úbytku uskladněné techniky ze sovětské éry. Dle OSINT účtu Jompy na sociální síti X se z předválečného počtu více než 23 500 kusů taženého a samohybného dělostřelectva a minometů v roce 2025 nacházelo ve skladech viditelně ze satelitních snímků již pouze 9 154 kusů, ze zhruba 7 300 tanků pouze 3 342, počet dalších obrněných vozidel klesl z více než 18 000 kusů na 8 622.
Uskladněná technika, která v roce 2024 zůstávala ve skladech, navíc byla z velké části ve špatném stavu a její oprava nedávala z ekonomických a časových důvodů příliš smysl. Při stávajícím tempu ztrát by tak mohlo dojít k vyčerpání ruské uskladněné použitelné techniky na přelomu let 2025/2026. Zároveň však Rusko díky mobilizaci průmyslu zmnohonásobilo své vojenské produkční kapacity, kdy bylo v roce 2024 vyrobeno zhruba 1,3 milionu dělostřeleckých nábojů ráže 152 mm a 800 tisíc ráže 122 mm, a stovky řízených střel Ch-101 nebo Iskander.

### Přehled nasazení ozbrojených sil
Ruské ozbrojené síly se účastnily řady domácích i zahraničních konfliktů. V zahraničí (mimo Ukrajinu) působilo v roce 2024 zhruba 18 tisíc ruských vojáků a zhruba 7 tisíc žoldnéřů (v rámci PMC). Naopak v Ruské federaci sloužilo až 12 tisíc severokorejských vojáků, kteří se od podzimu 2024 účastnili operací na osvobození Kurské oblasti od ukrajinských jednotek. Na konci března 2025 agentura AP informovala o vyslání dalších až 3 tisíc vojáků z KLDR.
- 1992 Válka v Podněstří
- 1992 Válka v Jižní Osetii
- 1992-1997 Občanská válka v Tádžikistánu
- 1993 Gruzínsko-abchazský konflikt
- 1993 Ruská ústavní krize 1993
- 1994-1996 První čečenská válka
- 1998 Šestidenní válka (Abcházie)
- 1999-2009 Druhá čečenská válka
- 2008 Válka v Jižní Osetii
- 2014 Válka na Ukrajině
  - 2014 Anexe Krymu Ruskou federací
  - 2015 Válka na východní Ukrajině
  - 2022 Ruská invaze na Ukrajinu
- 2015 Ruská vojenská intervence v Sýrii

## Struktura

### Pozemní jednotky
Pozemní armáda (Armija Rossiji) je největší složkou ozbrojených sil, kterou v listopadu 2024 tvořilo zhruba 550 tisíc vojáků, což byl výrazný nárůst z 280 tisíc vojáků včetně důstojníků před invazí na Ukrajinu v roce 2022. Rostoucí význam pozemní armády v roce 2024 zvýraznilo obnovení Leningradského a Moskevského vojenského okruhu, zároveň se však Rusko potýkalo s nedostatkem dostupné techniky pro vyzbrojení nových jednotek.
Kvůli rozsáhlým redukcím po rozpadu SSSR byly omezovány tradiční divize, které měly deset tisíc vojáků, více než tři sta tanků a bojových vozidel pěchoty a skládaly se ze tří pluků a každý pluk ze tří praporů. Přednost dostávaly menší formace, zejména brigáda. Ve snaze zajistit vysoce bojeschopné jednotky (složených pouze z profesionálních vojáků) a rychle nahrazovat ztráty armáda experimentovala s vytvářením kombinovaných praporních taktických skupin (BTG) o zhruba 600-900 mužích s vysokou palebnou podporou tanků a dělostřelectva, kdy každá jednotka měla k dispozici kolem deseti až třinácti tanků, baterii raketového dělostřelectva o počtu šesti strojů a baterii hlavňového dělostřelectva o šesti strojích a dvě baterie protivzdušné obrany. Jádro jednotky tvořil motostřelecký prapor s třiceti až pětačtyřiceti bojovými vozidly pěchoty a s dvěma až třemi rotami pěšáků. Ovšem takto složené jednotky se potýkaly s nedostatečnou soudržností a při vpádu na Ukrajinu se tyto formace ukázaly kvůli nedostatku pěchoty jako značně zranitelné zejména v městském prostředí. Další slabinou praporních uskupení je nedostatek styčných důstojníků, kteří mají koordinovat činnost na úrovni vyšších celků a zajistit logistiku - tzn. dodávky munice, potravin, léků a nové výstroje. Logistické prapory nejsou součástí bojových jednotek a je třeba je zajišťovat prostřednictvím vyššího velení.
Ruská armáda se před blížící invazí postupně začala vracet k diviznímu uspořádání (byť pouze se zhruba 6-7 tisíci členy personálu) a do konce roku 2021 bylo zejména na západě země obnoveno 8 mechanizovaných a jedna tanková divize včetně prestižní Tamanské a Kantěmirovské s tím, že brigády budou případně využívány spíše v menších konfliktech. Součástí jsou i dvě specializované horské brigády v oblasti Severního Kavkazu a dvě arktické brigády v oblastech poblíž polárního kruhu.
Pozemní armáda dlouhodobě spoléhá na masové nasazení tanků a dělostřelectva. Páteří tankových sil byly před invazí různé verze tanku T-72, doplněné o modifikace tanků T-80 a T-90, celkem několik tisíc tanků v aktivní službě. Od západních armád se však ta ruská liší zejména masivní podporou dělostřelectva, kdy například na úrovni brigád mají Rusové k dispozici dva dělostřelecké a jeden raketový prapor ve srovnání s dělostřeleckým praporem americké armády. Problém však představuje zásobování těchto jednotek i kvůli výrazné závislosti ruské logistiky na železnici a nedostatečnému počtu silničních vozidel v podpůrných jednotkách. Zvláště komplikovaná logistická situace by ruskou armádu postihla v případě hypotetického střetu na Dálném východě.
Ruská pozemní vojska utrpěla katastrofální ztráty vojenské techniky včetně několika tisíc zničených tanků v průběhu ruské invaze na Ukrajinu které ji přinutily používat ve velkém i historické stroje typu T-62 ap.

### Vzdušně-kosmické síly
Vzdušně-kosmické síly (Vozdušno-kosmičeskije sily) v roce 2024 disponovaly zhruba 170 tisíci příslušníky a téměř 4 300 letouny, z čehož zhruba 1 520 byly bojové letouny s pevným křídlem a 1 540 bojové vrtulníky; jednalo se tedy po USA o nejrozsáhlejší vzdušné síly na světě. Před invazí se jednalo o zhruba 150 tisíc příslušníků vojenského personálu, z nichž tři čtvrtiny tvořili profesionální vojáci. V současné podobě (od roku 2015) zahrnují i protiraketové systémy a bezpilotní prostředky.
Vzdušně-kosmické síly sice po SSSR zdědily rozsáhlé množství letounů, ovšem nedostatek financí a péče se projevil rozsáhlou redukcí vzdušné flotily. Přesto si Rusové navzdory vysokým nákladům udržují například i silné strategické letectvo a snaží se držet krok se Západem i ve vývoji nových strojů jako Su-57 s deklarovanou technologií stealth. Rozsáhlého nasazení se vzdušné síly dočkaly během války v Sýrii, které přinesly pilotům zkušenosti chybějící kvůli menšímu počtu nalétaných hodin ročně oproti západním letectvům. Zejména na západě země na hranicích s Ukrajinou a zeměmi NATO Rusové disponovali hustou protivzdušnou obranou a pokročilými prostředky elektronického boje.
Pokročilých schopností dosáhly VKS během invaze na Ukrajinu na poli dronů, kde dříve zaostávaly. Rusové dokázali zasahovat cennou ukrajinskou techniku sebevražednými drony Lancet. Ovšem na druhou stranu ani oni nedokázali účinně potlačovat nepřátelské drony a cílem se mimo jiné opakovaně stávala ruská vojenská letiště nebo prostředky protivzdušné obrany. Velkou ztrátou bylo v roce 2024 sestřelení těžkého „stealth“ bezpilotního letounu S-70 Ochotnik kvůli ztrátě kontroly.
Země díky velkému důrazu na "kosmické války" během studené války stále disponuje rozsáhlými nejen vojenskými schopnostmi v kosmickém prostoru, přestože v 21. století začal postupný úpadek. V roce 2023 Rusko disponovalo 89 vojenskými satelity, což byl po USA druhý nejvyšší počet na světě.

### Námořnictvo
Válečné námořnictvo (Vojenno-morskoj flot) i kvůli geografii země a nedostatku nezamrzajících přístavů tradičně patřilo k méně významným složkám ruských ozbrojených sil. V roce 2024 ho tvořilo zhruba 119 tisíc příslušníků. Na rozdíl například od amerického námořnictva to ruské sloužilo zejména k obraně pobřeží a námořníci byli opakovaně používáni jako pěchota. Přestože Ruská federace po SSSR zdědila velké množství plavidel, zejména ekonomické problémy země vedly k rozsáhlé redukci.
Produkci válečných plavidel navíc zkomplikovala po rozpadu SSSR samostatnost Ukrajiny, která byla centrem námořního průmyslu a kde byla postavena také jediná ruská letadlová loď Admirál Kuzněcov, která se ale potýkala s častými poruchami. Zejména po roce 2014 zařazena do služby řada nových plavidel, jejich produkci však negativně ovlivnily sankce, které Západ na Rusko uvalil po anexi Krymu.
Černomořská flota navíc byla od 90. let závislá na pronájmu námořní základny v Sevastopolu na Krymu od Ukrajinců, což až do roku 2014 komplikovalo pozici ruského námořnictva a zároveň bylo předmětem dlouhodobých sporů mezi Ruskem a Ukrajinou.
Námořnictvo se skládá ze tří flot, jedné flotily a Severní floty, ze které se v roce 2014 stalo Spojené strategické velení, kterému byly podřízeny i pozemní jednotky v oblasti. Největší část úkolů zajišťovala Černomořská flota, která však během invaze na Ukrajinu ztratila velké množství plavidel včetně své vlajkové lodi – křižníku Moskva, přestože ukrajinské námořnictvo již předtím prakticky přestalo existovat. Ohrožení ruských plavidel v Černém moři ukrajinskými námořními drony nakonec vedlo k evakuaci nejprve na podzim 2023 ze Sevastopolu do Novorossijsku a poté znovu o rok později. Černomořská flota tak prakticky přišla o schopnost úderů střelami s plochou dráhou letu na ukrajinské cíle a výrazně byla omezena schopnost provádět obojživelné operace.
Největší hrozbu tak pro potenciální vyspělé protivníky představovaly ruské jaderné ponorky. Ruské námořnictvo se nadále snažilo projektovat svou moc ve světových oceánech a při společných cvičeních s čínským nebo íránským námořnictvem.

### Raketová vojska strategického určení
Těžištěm odstrašující síly Ruska jsou jaderné zbraně. Rusko disponuje zhruba 8500 jadernými hlavicemi, což je zhruba o 800 více než USA a o 8250 více než Čína. I přes počet jaderných hlavic je však jaderný potenciál Ruska ve srovnání s USA omezený díky kontinuálnímu technologickému zaostávání a výrazně méně rozvinutým prvkům komplexního systému jaderných sil 

### Vzdušně-výsadková vojska
Vzdušně-výsadková vojska (VDV; Vozdušno-desatnyje vojska) jsou považována za elitní a rychle nasaditelné síly, jejichž významu v moderních ruských ozbrojených silách odpovídá jejich samostatnost. V roce 2016 VDV disponovala zhruba 45 tisíci vojáky (z toho přes 70 % profesionály) ve 4 divizích, 4 brigádách a jedné brigádě speciálních sil. Kvůli vysoké motivovanosti jejich příslušníků byly výsadkové jednotky opakovaně využívány jako lehká pěchota. Se svým primárním cílem, tedy bojovým výsadkem v týlu nepřítele, byly nasazeny v klíčové bitvě o letiště Hostomel v únoru 2022 při invazi na Ukrajinu, ovšem letiště nedokázaly rychle obsadit, což umožnilo ukrajinským obráncům zformovat obranu v bitvě o Kyjev.

### Vojenské okruhy

Severní vojenský okruh
Východní vojenský okruh
Střední vojenský okruh
Jižní vojenský okruh
Západní vojenský okruh

V období po rozpadu SSSR bylo území Ruska rozděleno do šesti vojenských okruhů: Moskevského, Leningradského, Severokavzského, Povolžsko-Uralského, Sibiřského a Dálněvýchodního. Jednotlivá loďstva byla z hlediska organizace samostatná. Těchto šest vojenských okruhů bylo v rámci reformy sloučeno a byly z nich vytvořeny čtyři nové vojenské okruhy, jejichž součástí jsou již veškeré pozemní, vzdušné a námořní síly Ruska.
Od konce roku 2010 byly pozemní síly, letectvo a námořnictvo rozděleny do čtyř vojenských okruhů:
- Západního vojenského okruhu, (velitelství Petrohrad)

- Jižního vojenského okruhu, (velitelství Rostov na Donu)

- Středního vojenského okruhu, (velitelství Jekatěrinburg)

- Východního vojenského okruhu, (velitelství Chabarovsk)

- Severní loďstvo (velitelství Severomorsk), bylo v roce 2014 vyčleněno z podřízenosti Západnímu vojenskému okruhu jako společné strategické velitelství ozbrojených sil v Arktidě, a od 1. ledna 2021 získalo status samostatného okruhu.[110]

## Personál
Ruské ozbrojené síly se skládají z profesionálních vojáků a branců, v případě potřeby pak mohou být povoláni i záložníci. Model vychází ze sovětského vzoru, který byl částečně modifikován, aby lépe vyhovoval velikosti a finančním možnostem samostatného Ruska.

### Branci
Branci jsou tvořeni muži ve věku 18-27 let, kteří jsou na základě povolávacího rozkazu až na výjimky stanovené zákonem povinni absolvovat neplacenou vojenskou službu po dobu 12 měsíců (do roku 2008 18 měsíců), poté jsou automaticky zařazeni do záloh. Část branců na základě jejich předpokladů slouží také ve vojsku Národní gardy, složek orgánů vnitřní bezpečnosti nebo Federální bezpečnostní služby (FSB), další míří ke speciálním jednotkám. Do roku 2015 tvořili branci přes 50 % příslušníků ozbrojených sil, poté se armáda částečně profesionalizovala a podíl branců klesl zhruba ke 30 %.
Ročně je odvedeno okolo 270 tisíc branců v rámci jarního a podzimního odvodu. Zároveň se však ruské úřady potýkají s rozšířenou snahou vyhnout se odvodům.
Branci, kteří neabsolvovali alespoň čtyřměsíční výcvik, podle zákona nesmí být nasazeni do boje. Přestože ruští představitelé v souvislosti s invazí na Ukrajinu i kvůli citlivosti pro ruskou veřejnost opakovaně ujišťovali, že k nasazení branců na Ukrajině nedojde, minimálně stovky z nich se zúčastnily bojových operací. Ti měli sloužit i bez dostatečných zkušeností již od začátku invaze například na potopeném křižníku Moskva nebo v Kurské oblasti na ruském území, kde od srpna 2024 čelili ukrajinskému útoku a řada branců se dostala do ukrajinského zajetí.

### Záložníci
Ruské ozbrojené síly disponují zhruba dvěma miliony záložníky (zhruba 10 % z jejich celkového teoretického počtu), tedy nejvyšším počtem na světě. Záložníci ke svému nasazení nepotřebují tak dlouhý výcvik (v míru se neúčastní vojenských cvičení), jejich bojová hodnota je však i kvůli nízkému povědomí zacházení s moderními zbraněmi, diskutabilní morálce a zastaralosti jejich vybavení nízká. Podobně jako branci mohou být povoláni i do pořádkových a týlových jednotek.
První skupinu záložníků (teoreticky až 31 milionů osob v roce 2010), fungující na principu sovětských masových záloh, tvoří až na výjimky:
1. všichni muži, kteří byli povoláni k branné povinnosti a odsloužili si 12 měsíců (nehledě na to, jestli nastoupili v 18 letech, nebo později),
2. ženy se specifickou kvalifikací (například lékařky),
3. muži od 27 let, kteří nebyli povoláni k branné povinnosti, a tudíž nemají žádné polní zkušenosti,
4. bývalí vojáci, kteří již vystoupili z aktivní služby,
5. absolventi vojenských škol,
6. muži, kteří byli dočasně nezpůsobilí k tomu sloužit v armádě (například fyzická omezení),
7. ženy s vojenskou odborností.[11]

Druhou skupinu od roku 2015 tvoří záložníci, kteří podepsali smlouvu s ministerstvem obrany o vstupu do zálohy, a jsou tedy obdobou například českých Aktivních záloh. Ti sice jako první skupina vykonávají své civilní povolání, ale zároveň se pravidelně účastní vojenského výcviku a dostávají finanční odměnu. Aktivní zálohy se však již od vzniku potýkaly s katastrofálním nedostatkem zájemců (v roce 2019 je tvořilo 4-5 tisíc mužů), což nevyřešilo ani spuštění programu Bojová armádní záloha země v roce 2021.
Úspornými reformami byly výrazně zredukovány rovněž kádrové jednotky, složené z důstojníků a technického personálu, které mají být v případě mobilizace doplněny o bojový personál.

### Vojenské vzdělávání a výcvik
Vojenské vzdělávání vychází ze sovětského vzoru, ale po roce 2007 kvůli vysokému počtu vojenských vzdělávacích institucí, nízké kvalitě výuky, atraktivitě a nedostatku financí prošlo reformami. Navzdory nahrazení ministra obrany Anatolije Serďukova, kterého v roce 2012 vystřídal Sergej Šojgu, jenž od některých modernizačních plánů ustoupil, došlo k navýšení kvality výuky a prestiži vojenských škol. Přechod k novému systému vzdělávání, který je založen na civilním základě a který nahradil dříve úzké zaměření na vojenskou specializaci, byl završen v roce 2020.
Vojenské školy v Rusku se dělí na:
- školy pro praporčíky
- vyšší vojenské školy
- vojenská výcviková střediska
- vojenské akademie
- vojenská akademie generálního štábu ozbrojených sil Ruska
- adjunktura

Bojová připravenost je zvyšována i pravidelnými vojenskými cvičeními, z nichž zřejmě nejvýznamnějším je Zapad, simulující útok NATO proti Rusku a Bělorusku. Cvičení Zapad 2021 v září 2021, které vyvolávalo obavy zejména evropských zemí a které předcházelo invazi na Ukrajinu, se mělo zúčastnit až 200 tisíc vojáků.
Militarizací procházelo i všeobecné vzdělávání, kdy se zejména po invazi na Ukrajinu v roce 2022 začaly měnit osnovy, revidovat učebnice a zavádět praktické předměty jako "základy bezpečnosti a obrany vlasti", kde se měli žáci mimo jiné učit zacházet se zbraněmi. Dle ruského ministerstva obrany: „nové učební osnovy mají tři cíle: vštípit studentům zdůvodnění Kremlu pro ‚speciální vojenskou operaci‘, vštípit studentům vojenské myšlení a zkrátit časy zaučení pro budoucí mobilizaci a nasazení.“ Předměty týkající se posílení vlastenectví a základů vojenského výcviku tvořily až 12 % z celkového počtu vyučovacích hodin.

### Kriminalita
V ruských ozbrojených silách je masově rozšířena šikana zejména branců, tzv. dědovščina. Například v roce 2019 zaznamenala ruská vojenská prokuratura 51 000 případů porušení lidských práv vojáků a 9 890 případů sexuálního obtěžování. Přes vysoké množství sebevražd a podezřelých úmrtí branců jsou tyto případy velením často ututlány.
Zásadním sociálním problémem pro Rusko jsou také patologické jevy u bývalých vojáků, zejména vězňů, kteří prošli tzv. speciální vojenskou operací na Ukrajině. Ruský portál Vjorstka odhalil do konce září 2024 na ruském území téměř 500 zabitých nebo těžce zraněných osob při násilných činech spáchaných bývalými vojáky. Například bývalý trestanec Stanislav Ionkin se po svém zranění na frontě vrátil do Ruska, kde v roce 2022 způsobil požár v nočním klubu, při kterém zemřelo 13 lidí, ale navzdory odsouzení na 20 let znovu podepsal kontrakt s armádou, čímž se trestu vyhnul.

## Rozpočet

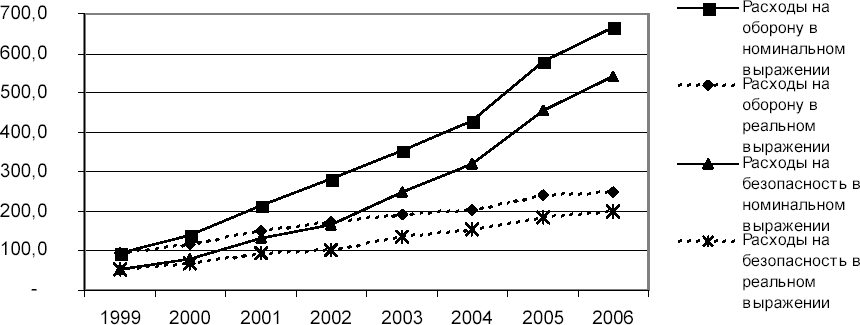
Federální rozpočet na obranu (plná čára) a bezpečnost (přerušovaná čára), v nominální a reálné hodnotě.

Vojenský rozpočet ruské vlády se před invazí na Ukrajinu v roce 2022 pohyboval v desítkách miliard amerických dolarů a výdaje každoročně rostly, čemuž napomohla i válka na východě Ukrajiny od roku 2014. Na navyšování ruského rozpočtu měly vliv také tržby prodaných zbraní. Položkami, které výrazně navyšují rozpočet, jsou výdaje na jaderné zbraně, letectvo a námořnictvo. Prostředky vložené do armády omezuje chronický problém s dlouhodobě nezvládanou korupcí ve všech úrovních armádního systému, způsobující škody mnoha miliard USD.
Ruské výdaje na obranu dramaticky vzrostly zejména během invaze na Ukrajinu. Zatímco v roce 2021 bylo alokováno 3,24 bilionu rublů (35 miliard USD), které znamenaly 1,7 % HDP, v roce 2024 to již byl více než trojnásobek. Ruské vojenské výdaje tak dosahují za Spojenými státy americkými a Čínou třetího místa na světě. Výdaje by oproti předchozím předpokladům měly dále růst až na 13,5 bilionů rublů (zhruba 142 miliard USD), tedy 6,3 % HDP, dalších 3,5 bilionů rublů by mělo směřovat na "národní bezpečnost". Dle Mezinárodního institutu pro strategická studia by celkové výdaje na vojenské účely v roce 2025 měly dosáhnout 15,6 bilionů rublů (v přepočtu zhruba 164,6 miliard dolarů), tedy 7,5 % HDP.
Na obranné účely dále pravidelně směřují i prostředky z jiných zdrojů jako například v rámci programu "Připraven k práci a obraně", který by měl přispívat k celkové fyzické zdatnosti obyvatelstva (financováno ruským ministerstvem tělovýchovy a sportu), mimo obranný rozpočet je státnímu železničnímu dopravci RŽD financováno zajištění vojenských transportů.

## Válečné zločiny
Porušování práva ozbrojených konfliktů a mezinárodního humanitárního práva ze strany Ozbrojených sil Ruské federace, na které zahraniční pozorovatelé upozorňovali již během válek v Čečensku a ruské intervence v Sýrii, se stalo terčem další kritiky po ruském útoku na Ukrajinu v roce 2022, kdy došlo k opakovaným případům dělostřeleckých útoků na obydlené oblasti, leteckého bombardování nevojenských cílů nebo střelbě do civilního obyvatelstva pokojně protestujícího proti ruské okupaci. Podle některých názorů je toto jednání úmyslné, zatímco Rusko popírá, že by k němu docházelo. Začátkem března 2022 hlavní žalobce Mezinárodního trestního soudu zahájil vyšetřování možných ruských válečných zločinů na Ukrajině na podnět vznesený 39 státy. Světová zdravotnická organizace 8. března 2022 oznámila, že v druhém týdnu invaze vzrostl počet útoků na ukrajinské nemocnice, ambulance a další zdravotnická zařízení. 9. března ruský nálet těžce poškodil dětskou nemocnici a porodnici v obléhaném městě Mariupol.
Opakovaly se také případy kdy ruské ozbrojené síly porušily klid zbraní a ostřelovaly kolony uprchlíků opouštějící obležená města vyznačenými humanitárními koridory.